# Roberto Favaretto Forner
Roberto Favaretto Forner (San Justo, provincia de Santa Fe; 10 de febrero de 1939-Santa Fe, 4 de marzo de 2024) fue un escultor argentino. Entre sus obras, se pueden destacar monumentos en Bélgica e Italia y en su país natal, en Buenos Aires, Resistencia, Córdoba y otras ciudades.

## Biografía
Fue profesor superior de Artes Visuales, desempañándose a nivel municipal, provincial, nacional, militar, y en enseñanza privada; y realizó cursos y perfeccionamientos con becas en nuestro país y en Europa (Bélgica, Francia, Italia y España entre otros países). Se dedicó, además de la docencia en su especialidad, a la curaduría de distintos museos y salas de exposiciones.
Fue profesor titular de Escultura en las Escuelas de Artes Visuales de Entre Ríos y Santa Fe, y durante varias décadas ejerció como profesor titular del Liceo Militar General Belgrano y en diversos institutos superiores.
Realizó más de cien exposiciones individuales y más de quinientas colectivas, en las que obtuvo más de 70 premios, entre ellos 15 primeros premios del Fondo Nacional de las Artes. Ha pasado por diferentes lineamientos plásticos y técnicos, dentro de la figuración o la abstracción.
Recibió importantes distinciones y galardones de orden municipal, provincial y nacional por su trayectoria artística, cultural y pedagógica. Además, fue invitado por la presidencia de la Nación, para exponer en el Salón Blanco de la Casa Rosada, Buenos Aires, junto a Cristina Longoni y Norma Guastavino; al aire libre, en el Ente Puerto de Santa Fe y el Monumento de la Hermandad con Italia en una plaza de San Justo, Santa Fe.
Trabajó para donar todo su patrimonio a la provincia de Santa Fe. Parte de sus obras serán destinadas al espacio artístico La Redonda, ubicado en el Parque Federal; y otras se alojarán en su estudio taller, de Blas Parera 7673, donde funcionará una biblioteca y talleres de plástica.

## Premios y distinciones
Recibió importantes distinciones y galardones de orden municipal, provincial y nacional por su trayectoria artística, cultural y pedagógica. El 24 de abril de 2003 fue declarado Santafesino Destacado por el consejo municipal.